# Hakon Widding
Hakon Gottfrid Widding, född den 12 maj 1898 i Lund, död den 3 juni 1983 i Höganäs, var en svensk läkare. Han var bror till Albert Widding samt farbror till Nils och Lars Widding.
Widding avlade studentexamen i Lund 1917, medicine kandidatexamen vid Lunds universitet 1922 och medicine licentiatexamen där 1926. Han var tillförordnad provinsialläkare i Åhus distrikt fyra månader 1925–1926, assistentläkare vid Hörby lasarett åtta månader 1926–1927, tillförordnad underläkare vid Umeå lasarett tillsammans sex månader 1927–1928, tillförordnad provinsialläkare i Löberöds och Åseda distrikt tillsammans fyra månader 1928, tillförordnad municipalläkare i Smögen två månader 1929, tillförordnad provinsialläkare i Höganäs distrikt och järnvägsläkare tillsammans elva månader 1929–1931 samt bruksläkare vid Höganäs-Billesholms aktiebolag 1929–1937. Widding var municipalläkare i Höganäs 1932–1935, tillförordnad stadsläkare där 1935–1937 och ordinarie stadsläkare 1937–1963. Han var ledamot av Malmöhus läns landsting 1942–1950 och 1954–1958. Widding vilar på Höganäs kyrkogård.